# Discografia formației Iron Maiden
Acest articol prezintă cronologic discografia trupei britanice de heavy metal Iron Maiden.

### Albume de studio
| Data lansării | Titlul                       | Casa de discuri |
| 1980          | Iron Maiden (album)          | EMI             |
| 1981          | Killers                      | EMI             |
| 1982          | The Number of the Beast      | EMI             |
| 1983          | Piece of Mind                | EMI             |
| 1984          | Powerslave                   | EMI             |
| 1986          | Somewhere in Time            | EMI             |
| 1988          | Seventh Son of a Seventh Son | EMI             |
| 1990          | No Prayer for the Dying      | EMI             |
| 1992          | Fear of the Dark             | EMI             |
| 1995          | The X Factor                 | EMI             |
| 1998          | Virtual XI                   | EMI             |
| 2000          | Brave New World              | EMI             |
| 2003          | Dance of Death               | EMI             |
| 2006          | A Matter of Life and Death   | EMI             |
| 2010          | The Final Frontier           | EMI             |
| 2015          | Book of Souls                |                 |
| 2021          | Senjutsu                     |                 |

### Compilații
| Data lansării | Titlul                                          | Casa de discuri          |
| 1987          | Maidenmania                                     | EMI                      |
| 1990          | The First Ten Years                             | EMI                      |
| 1995          | The Story So Far (Part One)                     | EMI                      |
| 1995          | The Story So Far (Part Two)                     | EMI                      |
| 1996          | Best of the Beast                               | EMI                      |
| 1998          | Eddie's 'Ed                                     | EMI                      |
| 1999          | Ed Hunter                                       | EMI                      |
| 2002          | Edward the Great                                | EMI                      |
| 2002          | Eddie's Archive                                 | EMI                      |
| 2005          | The Essential Iron Maiden                       | Sanctuary / Epic Records |
| 2008          | Somewhere Back In Time - The Best Of: 1980-1989 | EMI                      |

### Single și EP
| Data lansării | Titlul                                       | Casa de discuri |
| 1979          | The Soundhouse Tapes                         | Rockhard        |
| 1980          | Running Free                                 | EMI             |
| 1980          | Sanctuary                                    | EMI             |
| 1980          | Women in Uniform                             | EMI             |
| 1980          | Live!! +one                                  | EMI             |
| 1981          | Twilight Zone / Wrathchild                   | EMI             |
| 1981          | Purgatory                                    | EMI             |
| 1981          | Maiden Japan                                 | EMI             |
| 1982          | Run to the Hills                             | EMI             |
| 1982          | The Number of the Beast                      | EMI             |
| 1983          | Flight of Icarus                             | EMI             |
| 1983          | The Trooper                                  | EMI             |
| 1984          | 2 Minutes to Midnight                        | EMI             |
| 1984          | Aces High                                    | EMI             |
| 1985          | Running Free (live)                          | EMI             |
| 1985          | Run to the Hills (live)                      | EMI             |
| 1986          | Wasted Years                                 | EMI             |
| 1986          | Stranger in a Strange Land                   | EMI             |
| 1988          | Can I Play with Madness                      | EMI             |
| 1988          | The Evil That Men Do                         | EMI             |
| 1988          | The Clairvoyant                              | EMI             |
| 1989          | Infinite Dreams (live)                       | EMI             |
| 1990          | Running Free/Sanctuary                       | EMI             |
| 1990          | Women in Uniform/Twilight Zone               | EMI             |
| 1990          | Purgatory/Maiden Japan                       | EMI             |
| 1990          | Run to the Hills/The Number of the Beast     | EMI             |
| 1990          | Flight of Icarus/The Trooper                 | EMI             |
| 1990          | 2 Minutes to Midnight/Aces High              | EMI             |
| 1990          | Running Free (live)/Run to the Hills (live)  | EMI             |
| 1990          | Wasted Years/Stranger in a Strange Land      | EMI             |
| 1990          | Can I Play with Madness/The Evil That Men Do | EMI             |
| 1990          | The Clairvoyant/Infinite Dreams (live)       | EMI             |
| 1990          | Holy Smoke                                   | EMI             |
| 1990          | Bring Your Daughter... to the Slaughter      | EMI             |
| 1992          | Be Quick or Be Dead                          | EMI             |
| 1992          | From Here to Eternity                        | EMI             |
| 1992          | Wasting Love                                 | EMI             |
| 1993          | Fear of the Dark (live)                      | EMI             |
| 1993          | Hallowed Be Thy Name (live)                  | EMI             |
| 1995          | Man on the Edge                              | EMI             |
| 1996          | Lord of the Flies                            | EMI             |
| 1996          | Virus                                        | EMI             |
| 1998          | The Angel and the Gambler                    | EMI             |
| 1998          | Futureal                                     | EMI             |
| 2000          | The Wicker Man                               | EMI             |
| 2000          | Out of the Silent Planet                     | EMI             |
| 2002          | Run to the Hills (2002 re-release)           | EMI             |
| 2003          | Wildest Dreams                               | EMI             |
| 2003          | Rainmaker                                    | EMI             |
| 2004          | No More Lies - Dance of Death Souvenir EP    | EMI             |
| 2005          | The Number of the Beast (2005 re-release)    | EMI             |
| 2005          | The Trooper (2005 re-release)                | EMI             |
| 2006          | The Reincarnation of Benjamin Breeg          | EMI             |
| 2006          | Different World                              | EMI             |

### Video / DVD
| Data lansării | Titlul                                  | Casa de discuri        |
| 1981          | Live at the Rainbow                     | EMI/Capitol Records    |
| 1983          | Video Pieces                            | EMI/Capitol Records    |
| 1985          | Behind the Iron Curtain                 | EMI/Capitol Records    |
| 1985          | Live After Death                        | EMI/Capitol Records    |
| 1987          | 12 Wasted Years                         | EMI/Capitol Records    |
| 1989          | Maiden England                          | EMI                    |
| 1990          | The First Ten Years - The Videos        | EMI                    |
| 1992          | From There to Eternity                  | EMI                    |
| 1992          | Donington Live 1992                     | EMI                    |
| 1993          | Raising Hell                            | EMI/BMG                |
| 2001          | Classic Albums: The Number of the Beast | EMI                    |
| 2002          | Rock in Rio                             | EMI/Sony               |
| 2003          | Visions of the Beast                    | EMI/Sanctuary          |
| 2004          | The Early Days                          | EMI/Sanctuary          |
| 2006          | Death on the Road                       | EMI/Sony               |
| 2008          | Live After Death (DVD)                  | EMI/Sony BMG/Universal |